# François Pourfour du Petit
Pour les articles homonymes, voir Petit.
 (décembre 2022).
Si vous disposez d'ouvrages ou d'articles de référence ou si vous connaissez des sites web de qualité traitant du thème abordé ici, merci de compléter l'article en donnant les références utiles à sa vérifiabilité et en les liant à la section « Notes et références ».
François Pourfour du Petit, dit Petit le médecin, né à Paris le 24 juin 1664 et mort dans la même ville le 18 juin 1741, est un médecin, naturaliste, anatomiste et ophtalmologue français.

## Biographie
Il interrompt ses études pour voyager en Belgique et en France. Il obtient son titre de docteur en médecine à Montpellier en 1690. Il vient à Paris où il complète sa formation auprès de Joseph Guichard Duverney (1648-1730) pour l’anatomie, d’Antoine de Jussieu (1686-1758) pour la botanique et de Jacques Lémery (1675-1721) pour la chimie.
Il rejoint l'armée de Flandre en 1693 comme médecin militaire, fonction qu'il conserve jusqu'en 1713 au moment où la paix d'Utrecht est signée.Il devient adjoint anatomiste de l’Académie royale des sciences le 25 février 1722, puis associé chimiste le 5 septembre 1722, pensionnaire anatomiste le 5 septembre 1722 et pensionnaire anatomiste le 24 août 1725.
Il est l’auteur de plusieurs mémoires sur l’anatomie et la physiologie de l’œil ainsi que d'un mémoire de botanique. On lui doit le syndrome oculaire pour lequel il a laissé son nom (dilatation pupillaire, rétraction palpébrale, pseudo-exophtalmie

## Iconographie
- Portrait par Jean Restout, 1737, Paris, musée d'histoire de la médecine.